# Lausitzring
De Lausitzring ook wel Eurospeedway Lausitz is een circuit gelegen in Klettwitz in de Duitse deelstaat Brandenburg. Het organiseert jaarlijks races van series als: DTM, IDM en Superbikes. In 2005 was de A1 Grand Prix er te gast. Het circuit is een "tri-oval" met in het binnenveld een normaal circuit.

## Geschiedenis
In het verleden werden er 2 race gereden om het Champ Car kampioenschap. In 2001 verloor Alessandro Zanardi tijdens een race zijn benen met een crash. Daarna volgde nog een race in 2003 maar daarna keerde de Champ Car niet meer terug op het circuit. 
Vanaf 1 november 2017 zal de Lausitzring sluiten als publieke racelocatie. Testbedrijf DEKRA heeft het circuit gekocht en zal het exclusief als testcircuit gaan gebruiken voor nieuwe innovaties op het gebied van onder andere zelfrijdende auto's.

## Trivia
- Het lange rechte gedeelte van het circuit (zie infobox) was bedoeld als vervanger voor de gesloten AVUS in Berlijn.